# Колюбакин, Александр Николаевич
Александр Николаевич Колюбакин (около 1793—1849) — офицер Российского императорского флота, участник Наваринского сражения и русско-турецкой войны 1828—1829 годов. Георгиевский кавалер, контр-адмирал.

## Биография
Колюбакин Александр Николаевич родился около 1793 года. Представитель дворянского рода Колюбакиных.
15 июня 1804 года поступил кадетом в Морской кадетский корпус. 1 апреля 1808 года произведён в гардемарины, 3 марта 1811 года — в мичманы. Был у проводки линейных кораблей «Чесма» и «Память Евстафия» от Петербурга до Кронштадта, затем служил на брандвахтенном фрегате «Быстрый», находился в кампании на кронштадтском рейде. В 1812—1814 годах на том же фрегате перешёл в Англию для участия в совместных операциях против французского флота. Поступив на корабль «Трёх Святителей», крейсировал с кораблями британского флота у берегов Голландии и Франции. 30 марта 1816 года произведён в лейтенанты. В 1817—1818 годах находился при архангельском порте, откуда берегом прибыл в Кронштадт. В 1819 году на транспорте «Урал» перешёл из Кронштадта в Архангельск. В 1820 году на корабле «Трёх Святителей» возвратился из Архангельска в Кронштадт. В 1821 и 1822 годах на кораблях «Кацбах» и «Фершампенуаз» плавал в Балтийском море. В 1825 году на брандвахтенном фрегате «Быстрый» был в кампании на кронштадтском рейде.

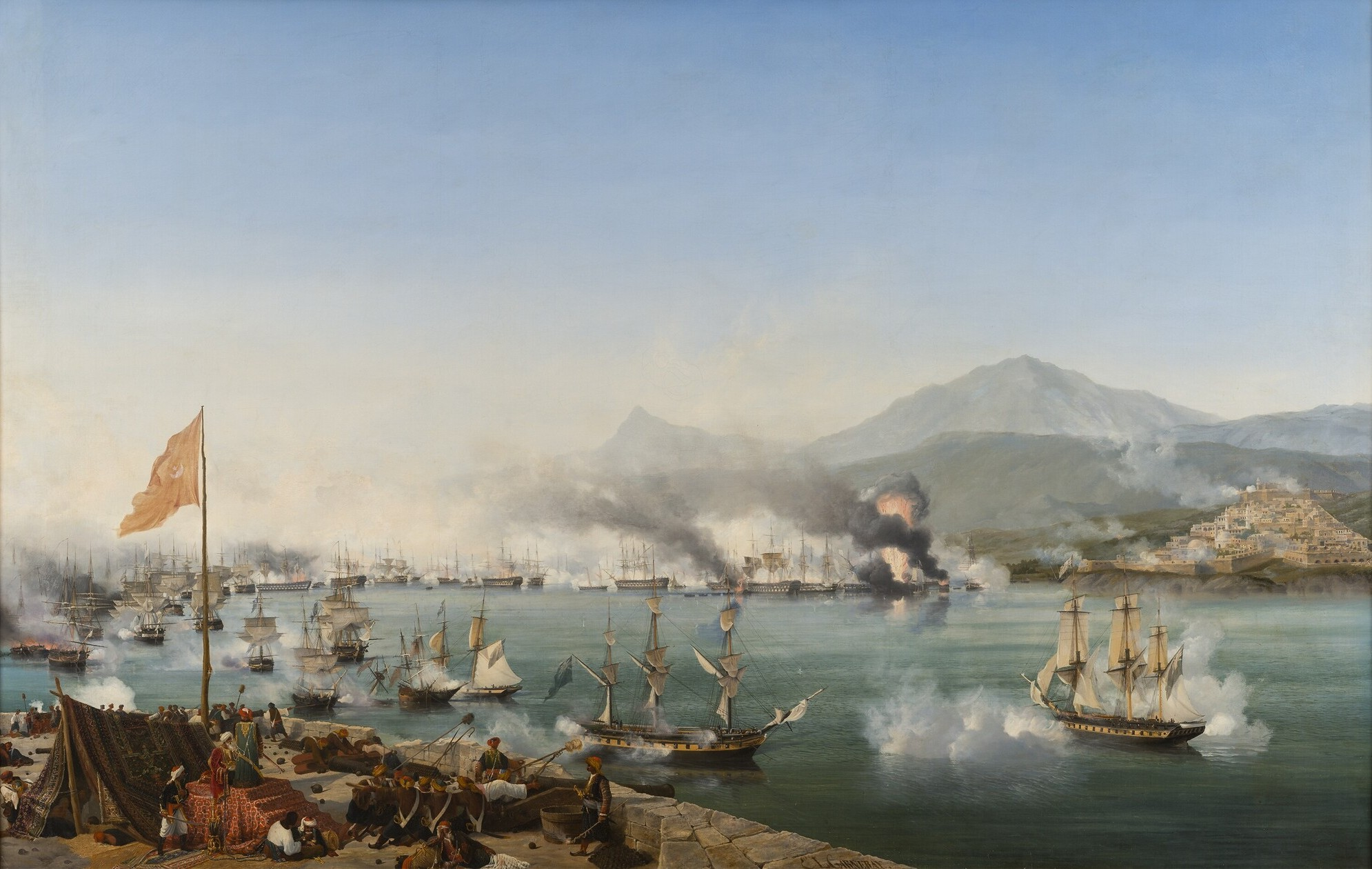
Амбруаз-Луи Гарнре. «Морское сражение при Наварине». 1827 г.

В 1826 году на корабле «Святой Андрей» плавал в Немецком море. 30 декабря произведён в капитан-лейтенанты 27 флотского экипажа. В 1827 году на том же корабле перешёл от Кронштадта до Портсмута, откуда, командуя корветом «Гремящий», в составе эскадры контр-адмирала Л. П. Гейдена, перешёл в Средиземное море. Принимал участие в Архипелагской экспедиции 1827 года. С 3 по 12 октября находился в крейсерстве у входа в Наваринскую бухту, при этом 8 октября во время сражения блокировал выход из неё. Был награждён французским орденом Святого Людовика. В феврале и марте 1828 года на том же корвете ходил в Неаполь, к 17 марта вернулся в Ла-Валлетту с Георгиевским флагом для корабля «Азов», присланным с курьером из России. Участвовал в Русско-турецкой войне 1828—1829 годов. 3 апреля 1828 года в составе эскадры ушёл с Мальты в Архипелаг для блокады пролива Дарданеллы. В июне ходил в Ла-Валлетту за жалованьем для моряков эскадры. 7 августа вновь пришёл в Ла-Валлетту и встал на ремонт. С октября по ноябрь 1828 года выходил в крейсерство в Средиземное море. В 1829 году на том же корвете вернулся в Кронштадт.
В 1830—1832 годах командовал новопостроенным 54-пушечным фрегатом «Беллона», ежегодно плавал в Балтийском море. 22 апреля 1834 года произведён в капитаны 2 ранга. В 1834—1837 годах командовал последовательно линейными кораблями «Березина» и «Владимир» в Балтийском море. В 1835 году награждён орденом Святого Владимира 4 степени, в 1836 году награждён греческим орденом Спасителя. 18 апреля 1837 года произведён в капитаны 1 ранга. 1 декабря 1838 года за выслугу 25-ти лет в офицерских чинах был награждён орденом Святого Георгия 4 класса (№ 5740).
В 1839—1845 годах командуя кораблём «Владимир», плавал в Балтийском море, а в 1844 году — в Немецком море. 1 января 1846 года пожалован императорской короной к ордену Св. Анны II степени. 7 апреля 1846 года произведён в контр-адмиралы, с назначением командиром 2-й бригады 1 флотской дивизии. В 1846—1849 годах, имея свой флаг на корабле «Финланд», крейсировал в Балтийском море. В 1848 году награждён орденом Святого Владимира 3 степени.
Умер 16 августа (по другим данным 6) 1849 года. Похоронен на Кронштадтском городском кладбище.

## Награды
Российской империи:
- орден Святого Владимира 4 степени (1835)
- орден Святого Станислава 2 степени (2 апреля 1837) с императорской короной (15 апреля 1840)[9].
- орден Святого Георгия 4 класса (1 декабря 1838)
- орден Святого Владимира 3 степени (1848).

Иностранные:
- орден Святого Людовика (1827, Франция)
- орден Спасителя (1836, Греция)

## Семья
- жена — Надежда Антоновна, дочь капитана-лейтенанта Антона Петровича Рылеева.
- дочь — Александра (рожд. 15 апреля 1830).
- сын — Пётр (рожд. 1833), военный моряк, проходил службу старшим офицером корвета «Олаф», капитан 2 ранга.
- сын — Владимир (рожд. 1838) — генерал-майор по адмиралтейству. Похоронен на Никольском кладбище Александро-Невской лавры.

Семья имела владения в г. Устюжна, где Александр Николаевич Колюбакин в 1842—1844 годах являлся предводителем дворянства.